# Ambelania
Ambelania là chi thực vật có hoa trong họ Apocynaceae.